# Eryxias

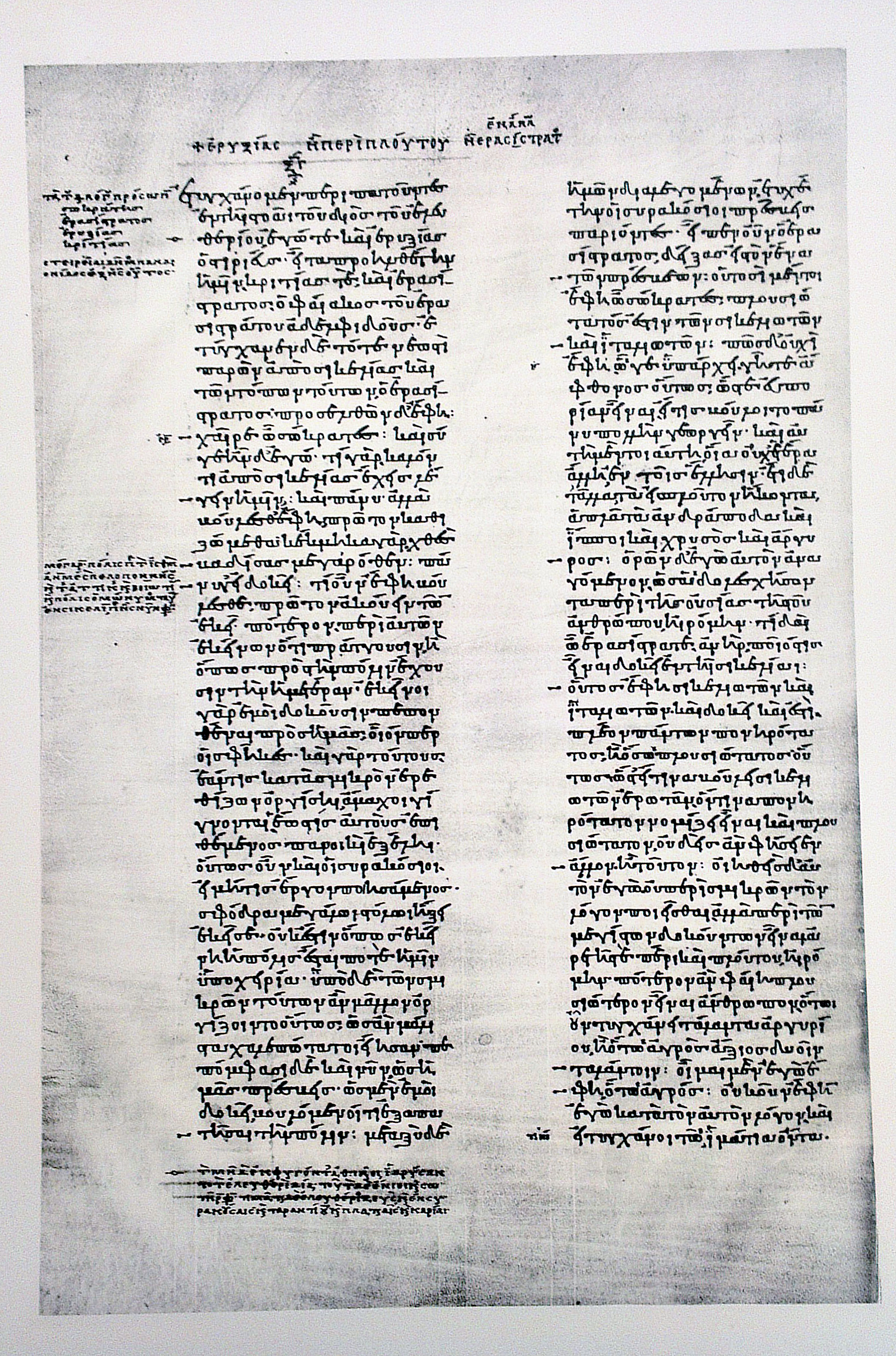
Der Anfang des Eryxias in der ältesten erhaltenen mittelalterlichen Handschrift: Paris, Bibliothèque Nationale, Gr. 1807 (9. Jahrhundert)

Der Eryxias (griechisch Ἐρυξίας Eryxías) ist ein antiker literarischer Dialog in altgriechischer Sprache, der dem Philosophen Platon zugeschrieben wurde, aber mit Sicherheit nicht von ihm stammt. Die Unechtheit wurde bereits in der Antike erkannt. Der Verfasser, der keiner bestimmten philosophischen Richtung zugeordnet werden kann, war anscheinend im späten 4. oder frühen 3. Jahrhundert v. Chr. tätig.
Den Inhalt des kurzen Werks bildet ein fiktives Gespräch zwischen dem Philosophen Sokrates, seinem Begleiter Eryxias und den Politikern Erasistratos und Kritias. Erörtert wird das Verhältnis von Reichtum, Weisheit, Tugend und einem guten, erfolgreichen Leben. Sokrates stellt den materiellen Reichtum als problematisch dar. Er hält die Weisheit für das wertvollste Besitztum, denn sie ermögliche einen optimalen Gemütszustand.
In der modernen Altertumswissenschaft wird dem Dialog eine beachtliche literarische Qualität zuerkannt. Ungünstiger wird der philosophische Gehalt beurteilt. Der Diskussionsverlauf wird als sprunghaft kritisiert.

## Umstände, Beteiligte und Gesprächsverlauf
Der Dialog spielt sich in Athen zwischen 427 und 415 v. Chr. ab, wahrscheinlich gegen Ende dieses Zeitraums. Athen befindet sich bereits im Peloponnesischen Krieg, doch die katastrophale Sizilienexpedition der Jahre 415–413 hat noch nicht stattgefunden; sie scheint bald bevorzustehen. Sokrates tritt als Erzähler auf, der einem Freund oder Freunden den Gesprächsverlauf wiedergibt.
Kritias ist eine historische Gestalt, die auch in echten Dialogen Platons auftritt. Er hat 404–403 v. Chr., lange nach der Handlungszeit des Eryxias, als führender oligarchischer Politiker an der Schreckensherrschaft der Dreißig teilgenommen und ist schließlich im Kampf gegen die siegreichen demokratischen Kräfte gefallen. Eryxias wird im Dialog als Freund und Verwandter des Kritias bezeichnet und man erfährt, dass er aus der Ortschaft Steiria stammt. Erasistratos wird als Neffe des Politikers Phaiax eingeführt. Da Eryxias nur in dem nach ihm benannten Dialog bezeugt ist, ist seine Geschichtlichkeit nicht gesichert. Möglicherweise ist die Dialogfigur Erasistratos mit dem gleichnamigen Politiker identisch, der wie Kritias dem Gremium der oligarchischen „Dreißig Tyrannen“ angehörte.
Charakteristisch für den Gesprächsverlauf ist die Hartnäckigkeit, mit der Sokrates’ Diskussionspartner an ihren Meinungen festhalten. Keiner kann den anderen wirklich überzeugen, ein gemeinsames Ergebnis wird nicht erzielt. Es wird nicht so lange diskutiert, bis ein Einvernehmen erreicht wird, sondern die Gesprächspartner gehen zu einem neuen Punkt über, wenn ihnen eine Einigung aussichtslos scheint.

## Inhalt

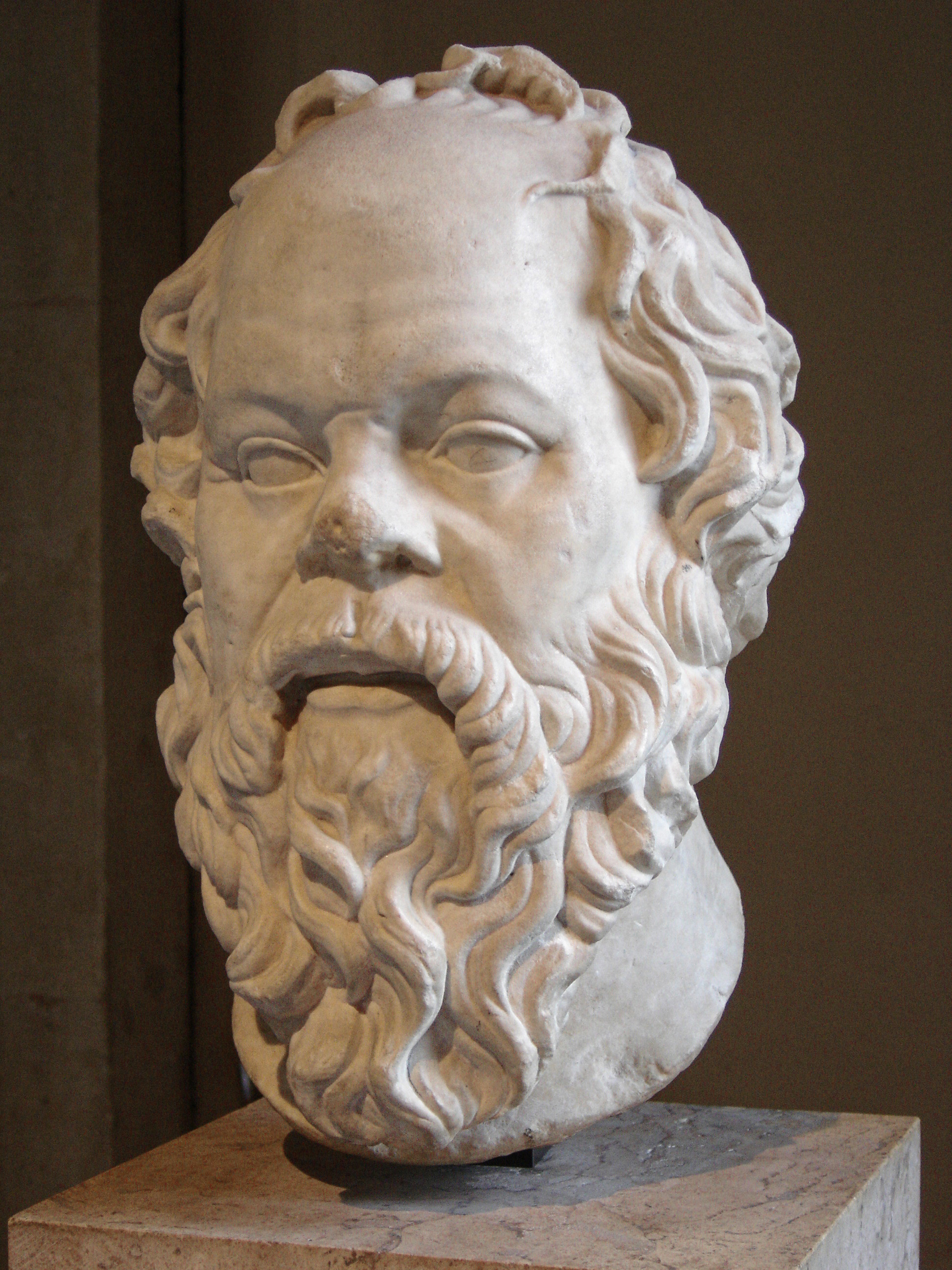
Sokrates (römische Büste, 1. Jahrhundert, Louvre, Paris)

### Die Frage nach Definition und Wert des Reichtums
Sokrates befindet sich mit Eryxias auf einem Spaziergang in der Stoa des Zeus Eleutherios, der „Zeus dem Befreier“ geweihten Säulenhalle an der Nordwestecke der Agora. Dort treffen sie auf Kritias und Erasistratos. Erasistratos ist erst vor kurzem aus Sizilien zurückgekehrt und berichtet von der dortigen politischen Lage. Er vergleicht Syrakus mit einem Wespennest und meint, den Syrakusern sei nur mit einem Vernichtungsfeldzug beizukommen. Da erblicken sie die gerade in Athen weilenden syrakusischen Gesandten. Unter diesen ist ein Mann, der – wie Erasistratos erzählt – als der reichste und zugleich als der schlechteste aller in Italien lebenden Griechen gilt. Sein Reichtum besteht aus vorzüglichen Ländereien sowie aus Sklaven, Pferden, Gold und Silber.
Sokrates nimmt dies zum Anlass, die Aufmerksamkeit auf die Frage zu lenken, was den Reichtum ausmacht. Als der Reichste gilt der, der das Wertvollste besitzt. Das Wertvollste muss nicht etwas Materielles sein; jeder wäre lieber gesund und arm, als im Besitz der größten Schätze dahinzusiechen. Von dieser Überlegung ausgehend stellt Sokrates die Frage, was für den Menschen der wertvollste Besitz sei. Erasistratos antwortet, es sei die Eudaimonie („Glückseligkeit“), der mit einer guten, gelungenen Lebensführung verbundene Gemütszustand. Wie Sokrates darauf darlegt, stellt sich die Eudaimonie am meisten bei den Erfolgreichen ein, bei denen, die sich richtig verhalten und sich am wenigsten täuschen. Richtiges Handeln setzt voraus, dass man weiß, was gut und was schlecht ist. Die Eigenschaft, die dazu befähigt, ist die Weisheit. Daraus folgt, dass die Weisheit als Ursache der Eudaimonie das wertvollste Besitztum ist. Der Weise handelt am besten, er ist zugleich der reichste und der glücklichste Mensch.
Nun greift Eryxias in die Debatte ein. Sein Einwand gegen Sokrates’ These lautet, die Weisheit allein reiche nicht aus. Der Mensch benötige auch äußere Güter wie Nahrung und Kleidung; ohne diese sei Weisheit nutzlos. Wenn solche elementare Lebensbedürfnisse ungestillt bleiben und man bettelarm ist, kann man nach Eryxias' Meinung kaum als reich und glücklich gelten. Sokrates entgegnet, der Weise gerate nicht in solches Elend, sondern wisse sich zu helfen. Er könne seinen Lebensunterhalt mit seinem Wissen sichern. Darauf wirft Eryxias dem in bescheidenen Verhältnissen lebenden Sokrates scherzhaft vor, er halte sich selbst für weise und glaube daher reicher zu sein als Kallias, ein für seinen Luxus berühmter Athener. Das kommt Eryxias absurd vor. Er meint, es sei weltfremd, den Begriff „Reichtum“ so umzudefinieren, dass der Weiseste der Reichste sei. Eine These, der niemand zustimmen werde, sei nicht hilfreich. Sinnvoller seien die Fragen, unter welchen Voraussetzungen Reichtum rühmenswert oder schimpflich sei und ob er ein Gut oder ein Übel darstelle. Diesem Thema wendet sich das Gespräch nun zu.
Eryxias ist der Überzeugung, dass das Reichsein etwas Gutes sei; darüber bestehe allgemeiner Konsens. Wer das Gegenteil behaupte, sei verrückt. Dagegen wendet sich Kritias. Er macht geltend, Reichtum könne zu Schlechtem verführen, etwa zum Ehebruch mit geldgierigen Frauen der Nachbarn oder zu gesundheitsschädlicher Maßlosigkeit bei der Ernährung. Der Arme sei solchen Versuchungen nicht ausgesetzt. Nach Kritias’ Gedankengang kann Reichtum, wenn er für manche schlecht ist, nicht an sich gut sein, denn sonst wäre er für jeden gut. Eryxias ist über den Widerspruch empört, weiß aber nichts zu erwidern.

### Die Prodikos-Episode
Um einem Abgleiten ins Unsachliche vorzubeugen, greift Sokrates ein und lenkt das Gespräch etwas ab. Er erzählt von einer Begebenheit, deren Zeuge er kürzlich war. Der berühmte Sophist Prodikos von Keos hatte dieselbe Auffassung vertreten wie jetzt Kritias: Reichtum sei nicht an sich gut, sondern nur für diejenigen, die über die nötige Weisheit verfügten, ihn sinnvoll zu verwenden; für die anderen sei er ein Übel. Den Hintergrund dazu bildete der Anspruch des Prodikos, ein Weisheitslehrer zu sein. Darauf trieb ein Jugendlicher den Sophisten in die Enge, indem er ihn fragte, ob die einem Menschen vermittelte Weisheit zwangsläufig und unmittelbar zur Folge habe, dass dessen gesamtes Verhalten gut werde, und ob solche Weisheit wie eine berufliche Kompetenz lehrbar sei. Prodikos sprach sich für die Lehrbarkeit und gegen die Angeborenheit des „Gutseins“ – der aretḗ (Tugend) – aus. Damit setzte er sich aber dem Vorwurf aus, er halte die Tugend – den Schlüssel zum guten Leben – für eine rein menschliche, einer Technikbeherrschung vergleichbare Errungenschaft. So geriet er in ein Dilemma, auf das sein Widersacher hinwies: Wenn sich aus erlernbarem Wissen zwangsläufig und unmittelbar die richtige Lebensführung ergibt, sind Gebete um göttliche Lenkung überflüssig; dann hat sich der Mensch das, was er von den Göttern erbittet, selbst zu verschaffen. Vor dieser Konsequenz aus seiner These schreckte der Sophist jedoch zurück, denn das wäre ein Bekenntnis zur Unfrömmigkeit. Wie Sokrates berichtet, manövrierte sich Prodikos mit seiner Stellungnahme ins Abseits, sodass er aus dem Gymnasium, wo er lehrte, vertrieben wurde.

### Wert, Nutzen und Bedürfnisse
Nach der Abschweifung lenkt Sokrates das Gespräch wieder auf die Frage, worin Reichtum besteht. Er macht darauf aufmerksam, dass der Wert, den man einzelnen Besitztümern beimisst, kulturell bedingt und daher subjektiv ist. Was die einen für brauchbar halten, ist den anderen zu nichts nütze. Als wertvoll gilt immer nur das Nützliche. Nützlich ist das, was Bedürfnisse befriedigt, doch die Bedürfnisse sind situationsabhängig. Daher erweist sich der Wert von Besitztümern als relativ. Wenn ein Mittel zur Erreichung eines für wichtig gehaltenen Zwecks benötigt wird, erscheint es aus diesem Grund als wertvoll. Sofern der Zweck aber auf anderem Weg ohne das Mittel erreicht werden kann, wird dieses völlig entwertet. Materieller Reichtum ist ein solches Mittel. Das Mittel hat an und für sich keinen Wert, sondern es erhält ihn infolge seiner Nützlichkeit zu einem Zweck und behält ihn nur solange es dem Zweck dient.
Außerdem muss man wissen, wie ein Mittel richtig einzusetzen ist. Das Wissen selbst ist auch ein nützliches Mittel, und zwar dasjenige Mittel, das anderen Mitteln erst ihren Wert verleiht. Daher kommt es in erster Linie nicht auf Dinge an, sondern auf Information. Beispielsweise sind Pferde für ihren Besitzer wertlos, wenn er nicht reiten kann; sie werden für ihn erst wertvoll, nachdem ein Reitlehrer ihm das nötige Wissen beigebracht hat. So verhält es sich auch mit dem Geld; es ist ebenfalls ein Mittel, das erst dann einen Wert erhalten kann, wenn man gelernt hat damit umzugehen.
Kritias zeigt sich zwar von den Ausführungen des Sokrates beeindruckt, lässt sich aber weiterhin nicht für dessen befremdlich wirkende Denkweise gewinnen. Daher greift Sokrates schließlich zu einem neuen Ansatz. Dabei geht er von der Überlegung aus, dass der Wert, den man einem Besitz beimisst, mit den Bedürfnissen zusammenhängt, die man hat. Daran anknüpfend fragt Sokrates, ob man mit vielen und großen oder mit wenigen und geringfügigen Bedürfnissen ein erfreulicheres Leben führt. Er trägt eine Argumentation vor, der Kritias zustimmen muss und die zur Folgerung führt, dass eine Vielzahl von Bedürfnissen ein Zeichen einer unglücklichen Lage ist. Beispielsweise hat man als Kranker mehr Bedürfnisse als wenn man gesund ist, und ein Süchtiger wird von seinen besonderen Begierden gequält. Wer weniger braucht und relativ bedürfnislos ist, lebt besser.
Nun macht Sokrates geltend, dass die Reichen diejenigen sind, welche die meisten materiellen Bedürfnisse haben und zu deren Befriedigung die meisten Mittel benötigen. Demnach sind gerade sie im schlechtesten Zustand, da ihnen besonders viel fehlt. So gesehen erweisen sich die materiell Reichsten unter dem Gesichtspunkt der Eudaimonie als die „Ärmsten“. Mit dieser Folgerung endet der Dialog.

## Historischer Hintergrund und Entstehungszeit
In der modernen Forschung wird fast einhellig angenommen, dass es sich nicht um ein Werk Platons handeln kann. Dafür werden Mängel in der Gedankenführung und in der literarischen Gestaltung geltend gemacht. Hinzu kommt ein kulturgeschichtliches Argument: Im Dialog wird ein offenbar beamteter Gymnasiarch (Gymnasiumsaufseher) erwähnt, der Prodikos aus dem Gymnasium vertreibt. Die Gymnasiarchie als Amt mit einer solchen Ordnungsfunktion wurde erst nach Platons Tod eingeführt.
Als wahrscheinlichste Abfassungszeit gilt das späte 4. oder das frühe 3. Jahrhundert v. Chr. Oft wird vermutet, dass der Verfasser, über den sich nichts Näheres ermitteln lässt, der platonischen Akademie angehörte. Dies ist allerdings unsicher, ebenso wie seine mutmaßliche Absicht, gegen die Stoiker zu polemisieren. Einer Hypothese zufolge wendet sich der Autor als Platoniker gegen die Lehre der Stoiker, wonach die Weisheit das einzige Gut und jedes andere Besitztum aus philosophischer Sicht belanglos ist; er hält diese Behauptung für einen lebensfremden Extremismus und tritt für eine hierarchische Wertordnung mit der Weisheit an der Spitze ein.

## Rezeption

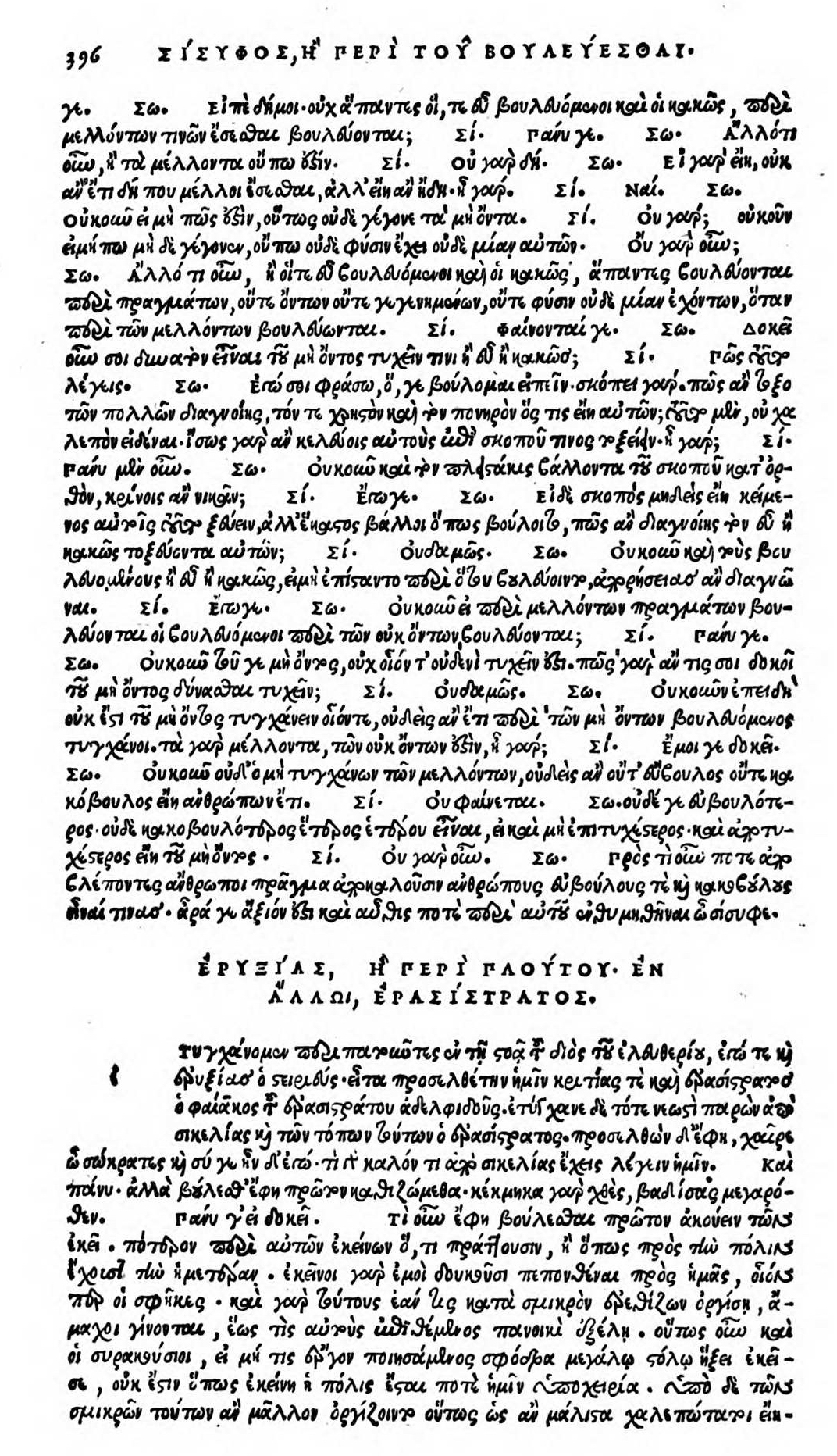
Der Anfang des Eryxias in der Erstausgabe, Venedig 1513

Da der Eryxias in der Antike als unecht galt, wurde er nicht in die Tetralogienordnung der Werke Platons aufgenommen. Der Philosophiegeschichtsschreiber Diogenes Laertios führte ihn unter den Schriften auf, die übereinstimmend als nicht von Platon stammend angesehen wurden. Er gab als Alternativtitel Erasistratos an.
Erhalten sind ein kleines Fragment einer Pergamenthandschrift des 4. Jahrhunderts sowie ein Papyrus-Fragment aus dem 2. Jahrhundert. Der Papyrus enthält ein Zitat aus dem Eryxias, das dort dem Philosophen Aischines von Sphettos, einem Schüler des Sokrates, zugeschrieben wird. Diese Zuschreibung war noch im Mittelalter bekannt: Die Suda, eine byzantinische Enzyklopädie, führt unter den Dialogen des Aischines Eryxias und Erasistratos an. Der Enzyklopädist wusste offenbar nicht, dass Erasistratos ein antiker Alternativtitel des Eryxias war, sondern ging davon aus, dass es sich um zwei verschiedene Werke handle.
Im Mittelalter war der Eryxias der lateinischsprachigen Gelehrtenwelt des Westens nicht zugänglich. Im Byzantinischen Reich hingegen fand er vereinzelte Leser. Die älteste erhaltene mittelalterliche Handschrift stammt aus dem 9. Jahrhundert.
Nach seiner Wiederentdeckung im Zeitalter des Renaissance-Humanismus fand der Eryxias wieder gelegentlich Beachtung. Die erste lateinische Übersetzung fertigte der Humanist Antonio Cassarino († 1447) an. Er betitelte sie Eryxias vel De divitiis („Eryxias oder Über den Reichtum“) und widmete die pseudoplatonische Kritik am Reichtumsstreben dem Dogen von Genua Tommaso Fregoso, dem Oberhaupt der Aristokratenschicht einer blühenden Handelsstadt. Gedruckt wurde Cassarinos Übersetzung aber nicht. Die Erstausgabe des griechischen Textes erschien im September 1513 in Venedig bei Aldo Manuzio im Rahmen der von Markos Musuros herausgegebenen Gesamtausgabe der Werke Platons. Auf dieser Ausgabe basiert die lateinische Übersetzung, die der Humanist Willibald Pirckheimer erstellte und 1523 in Nürnberg bei seinem Drucker Friedrich Peypus veröffentlichte.
Im 18. Jahrhundert wurde der Eryxias wegen seines ethischen Gehalts geschätzt, im 19. Jahrhundert jedoch meist als missglückte Imitation von Platons Frühdialogen negativ beurteilt. In der neueren Forschung wird er gewöhnlich zu den gelungeneren unter den pseudoplatonischen Dialogen gezählt. Es wird ihm eine beachtliche literarische Qualität zuerkannt; der philosophische Ertrag hingegen wird ungünstig beurteilt. Erhebliche Schwierigkeiten bereitet die Interpretation der Prodikos-Episode, die einen unfertigen Eindruck macht. Klaus Döring bezeichnet sie als „eristische Posse“, als bloße Spielerei, die nur der Vorführung der Argumentationskunst diene. Ein ernsthaftes Bemühen um Klärung der dort aufgeworfenen Fragen fehle.

## Ausgaben und Übersetzungen
- Joseph Souilhé (Hrsg.): Platon: Œuvres complètes, Bd. 13, Teil 3: Dialogues apocryphes. 2. Auflage, Les Belles Lettres, Paris 1962, S. 77–113 (kritische Ausgabe mit französischer Übersetzung)
- Hieronymus Müller (Übersetzer): Eryxias. In: Erich Loewenthal (Hrsg.): Platon: Sämtliche Werke in drei Bänden, Bd. 3, unveränderter Nachdruck der 8., durchgesehenen Auflage, Wissenschaftliche Buchgesellschaft, Darmstadt 2004, ISBN 3-534-17918-8, S. 832–852 (nur Übersetzung)